# マイバッハ HL230
マイバッハ HL230はマイバッハが製造した水冷23L V型12気筒ガソリンエンジン。パンター、ヤークトパンター、ティーガーII、ヤークトティーガー、ティーガーI、シュトルムティーガーなど第二次世界大戦中のドイツの戦車で使用された。

## 概要
HL230はHL210の改良版である。HL210はティーガーI戦車の初期型250両に採用されたエンジンであり、排気量21.35L、内径125mm×行程145mm、アルミ製のクランクケースとシリンダーブロックを備えていた。
HL230では、エンジン内径が125mm→130mmに拡大され、排気量と出力も増大した。HL230のクランクケースとシリンダーブロックはねずみ鋳鉄製、シリンダーヘッドは鋳鉄製で、重量は1,200kgである。最大出力は600馬力(441kW)/2500rpmを発揮し、緊急出力（短時間最大出力）は700馬力(515kW)/3000rpmに達した。マイバッハ、アウトウニオン、ダイムラー・ベンツによって合計約9,000台が生産された。
大戦末期には、HL230の改良版としてHL234の開発が開始された。HL234は燃料直噴装置と過給機を装備することで出力向上を図り、自然吸気状態で出力800～900馬力、過給により出力1100～1200馬力程度を発揮する予定だったが、未完成のまま終戦を迎えた。